# ミニター
ミニター株式会社は、東京都墨田区に本社を置く機械装着用高速スピンドル・小型精密電動グラインダー・精密加工用先端工具を製造する企業。

## 沿革
- 1962年 - 関東機器株式会社を創立。
- 1973年 - 大阪営業所を開設。
- 1976年 - 名古屋営業所を開設。
- 1982年 - ミニター株式会社に社名変更。
- 1989年 - 岐阜工場を建設。
- 2000年 - 岐阜工場を新築移転。

創設者  藤木武夫